# Cedric Liddell
Cedric Haswell Liddell (11 de junio de 1913-4 de junio de 1981) fue un deportista canadiense que compitió en remo. Participó en dos Juegos Olímpicos de Verano en los años 1932 y 1936, obteniendo una medalla de bronce en Los Ángeles 1932 en la prueba de ocho con timonel.

## Palmarés internacional
| Juegos Olímpicos | Juegos Olímpicos             | Juegos Olímpicos  | Juegos Olímpicos |
| Año              | Lugar                        | Medalla           | Prueba           |
| ---------------- | ---------------------------- | ----------------- | ---------------- |
| 1932             | Los Ángeles (Estados Unidos) | Medalla de bronce | Ocho con timonel |